# Keran
Keran est un groupe privé indépendant spécialisé dans le conseil et l’ingénierie en aménagement du territoire et dans la gestion de l’environnement en France et à l’étranger. Le siège social est situé à Nantes (France). Créé en 2003, il compte en 2022 650 collaborateurs répartis dans 6 sociétés : SCE, Créocéan, Groupe Huit, Naomis, S3d et YS EMD – exerçant dans les domaines des villes et des territoires, la mobilité et les transports, l'eau, l'environnement et la biodiversité, l'énergie et le numérique .

## Historique

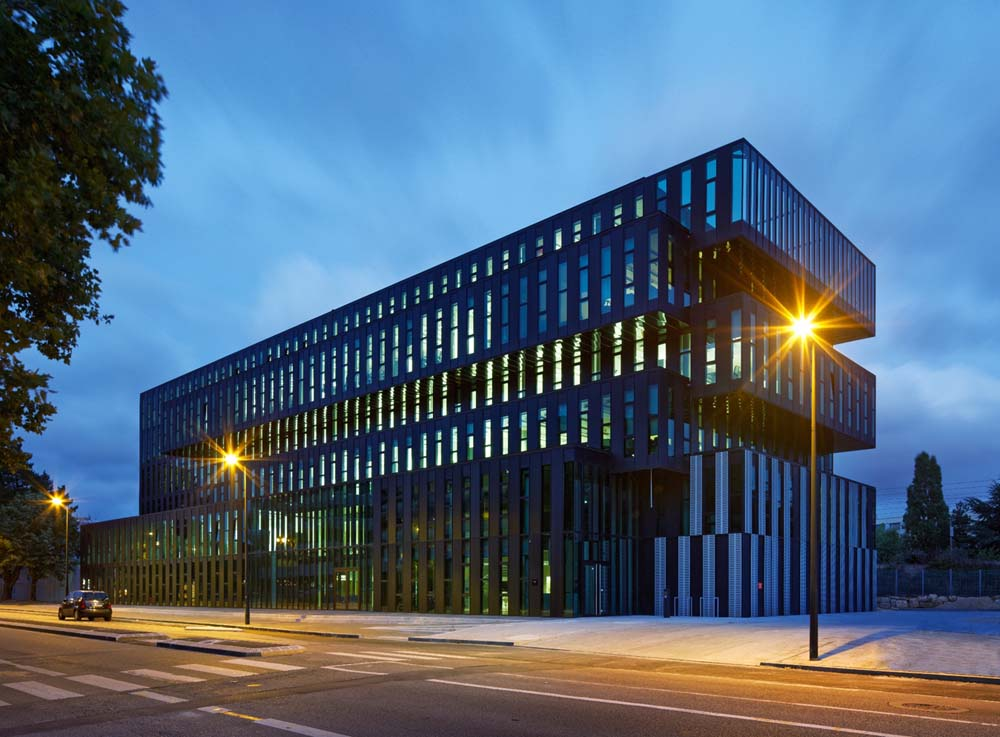
Groupe Keran à Nantes

SCE, société principale du groupe Keran, a été créée début 1982 pour répondre aux besoins des collectivités locales et des services de l’État. 
Créocean (océanographie et environnement marin) a rejoint SCE en 1997, puis Groupe Huit en 2004 (développement urbain dans les pays du Sud).
En 2010 est créée Naomis, en tant que pôle numérique du groupe.
En septembre 2014, le Groupe SCE change de nom et devient Keran.
En 2015, le siège social déménage sur l’île de Nantes, il est conçu par Dominique Perrault.
En 2018, après une collaboration étroite sur différents projets, la société S3D Ingénierie devient filiale de SCE, au sein du groupe Keran, et s’installe au 4 rue Viviani à Nantes.
En 2023, le groupe Keran, annonce la prise de participation majoritaire au capital de la société YS EMD, spécialisée dans le développement des énergies marines pour l’économie du littoral.

## Organisation
Le groupe est composé de 6 sociétés :
- SCE : urbanisme et paysage, ingénierie des infrastructures et environnement
- Créocéan : océanographie et territoires littoraux
- Groupe Huit : développement urbain dans les pays du sud
- Naomis : pôle numérique
- S3d : valorisation énergétique des déchets et les carburants alternatifs
- YS EMD : projets hydroliens et houlomoteurs